# Die Schmiede des Grauens
Die Schmiede des Grauens ist ein deutsches Stummfilmdrama von Toni Attenberger aus dem Jahre 1920 mit Josef Karma in der Hauptrolle.

## Handlung
Die Geschichte spielt im alten Russland. Hier errichtete einst der Verwaltungsbürokrat Jussuf Arsenikow ein Schreckensregiment. Eine seiner Einrichtungen, mit denen er sein Volk unterdrückte und misshandelte, war die Schmiede des Grauens. Der Name ergibt sich aus ihrer Funktion: Deportierte werden, jeweils zwei von ihnen aneinander angekettet, zur Fron- und Sklavenarbeit in ein sibirisches Bleibergwerk geschickt. Der Dienst dort ist der Vorhof der Hölle. Als drei der Verdammten an einem Feuer zusammensitzen und man sich gegenseitig die eigene Leidensgeschichte erzählt, fällt immer wieder dieser Name Arsenikow. Eines Tages trifft es den Schöpfer dieses Ortes der Verdammten selbst …
Arsenikow wurde ebenfalls in die Bleikammern verbannt: Als Vizegouverneur hatte er versucht, in der Steppe einen staatlichen Goldtransport zu überfallen und zu plündern. Die junge Russin Kira hatte ihn daraufhin angezeigt und folgt nun Arsenikows Deportation, in der Hoffnung ihren Liebsten Sergin, einst ein Kosakenoffizier, zu sehen. Der Zufall will es, dass Arsenikow und Sergin aneinander geschmiedet werden. Die Geschichte nimmt an Dramatik zu, als plötzlich im Bergwerk ein großes Feuer ausbricht, das die gesamte Anlage zu einem Inferno werden lässt. Es brechen Kämpfe unter den Verdammten aus, wer wohl einen Platz im Aufzug nach oben, ans rettende Tageslicht, bekommen wird. Sergin gelingt es, sich von Jussuf loszureißen und zu entkommen, während der Despot unten, in einem Meer von Leichen und dem Wahnsinn verfallen, zurückbleibt.

## Produktionsnotizen
Die Schmiede des Grauens, von Toni Attenbergers Münchner Produktionsfirma Cabinet-Film hergestellt, entstand im Frühjahr 1920 und wurde im Juni desselben Jahres im Imperial-Theater von München uraufgeführt. Die Wiener Premiere war am 14. Januar 1921. Der Fünfakter besaß eine Länge von 1905 Metern und wurde mit Jugendverbot belegt. Der Film ist nur noch als Fragment erhalten.
Joseph Seske entwarf die Filmbauten.

## Kritik
Die Neue Kino-Rundschau meinte, der Film sei „ein Schlager wirksamster Art, der sich auch als Zug- und Kassenstück erweisen wird.“